# Френски ключ
Френският ключ (на немски: franzose) е вид регулируем винтов ключ.
Той е универсален ръчен инструмент за развиване и завиване на винтови съединения. Чрез завъртане на ръкохватката на ключа плавно се настройва разстоянието между челюстите. По този начин могат да се завиват/развиват различни по големина гайки и болтове с четири, шест и повече четни на брой страни, от различни стандарти или извън стандарта.
Разликата спрямо обикновеният раздвижен ключ се състои в това, че френският ключ има челюсти от двете страни. При необходимост от силно стягане на ключа, от другата страна се поставя гайка със същия размер и се стяга, без да се получава огъване на инструмента. С раздвижен ключ се работи по-добре в ограничено пространство.

## Интересни факти
Френският ключ е изобразен на пътен знак Е5 (автосервиз).